# Латексо (Тексас)
Латексо (енгл. Latexo) град је у америчкој савезној држави Тексас. По попису становништва из 2010. у њему је живело 322 становника.

## Демографија
Према попису становништва из 2010. у граду је живело 322 становника, што је 50 (18,4%) становника више него 2000. године.
| Група             | 2000.       | 2010.       |
| Белци             | 241 (88,6%) | 254 (78,9%) |
| Афроамериканци    | 9 (3,3%)    | 25 (7,8%)   |
| Азијати           | 1 (0,4%)    | 1 (0,3%)    |
| Хиспаноамериканци | 15 (5,5%)   | 41 (12,7%)  |
| Укупно            | 272         | 322         |